# Maurice Couyba
Charles-Maurice Couyba, pseudonim Maurice Boukay (ur. 1 stycznia 1866 w Dampierre-sur-Salon, zm. 18 listopada 1931 w Paryżu) – francuski polityk, poeta i krytyk literacki. Oficer Legii Honorowej (1926).
Karierę polityczną rozpoczął w roku 1897 jako poseł z departamentu Górna Saona. Od 27 czerwca 1911 roku do 14 stycznia 1912 roku był ministrem przemysłu w rządzie Josepha Caillaux, a od 13 czerwca do 26 sierpnia 1914 roku ministrem pracy i opieki społecznej w rządzie Renégo Viviani. W roku 1925, po zakończeniu działalności politycznej, otrzymał nominację na dyrektora Szkoły Sztuk Dekoracyjnych (École des arts décoratifs). Pod pseudonimem Maurice Boukay, będącym anagramem jego nazwiska, wydał kilka tomów wierszy. Pisał głównie teksty pogodnych piosenek o młodości i miłości.  Wśród nich największą popularność zdobyły Stances à Manon (Strofki do Manon). Publikował artykuły w „Gil Blas”, „L’Événement” i „Revue bleue”.

## Główne dzieła
- Chansons d'amour (Piosenki miłosne), ze wstępem Paula Verlaine'a, 1893
- Nouvelles chansons : rêves, joies, regrets (Nowe piosenki: marzenia, radości, żale), ze wstępem Sully'ego Prudhomme'a, 1895, tekst po francusku
- Chansons rouges (Czerwone piosenki), z muzyką Marcela Legay, 1897
- Classiques et modernes. La réforme de l'enseignement secondaire (Klasycy i współcześni. Reforma szkół średnich), 1901, tekst po francusku
- L'Art et la démocratie : les écoles, les théâtres, les manufactures, les musées, les monuments (Sztuka i demokracja: szkoły, teatry, manufaktury, muzea, pomniki), 1902,  tekst po francusku
- Chansons du peuple (Piosenki ludu), 1906
- Les Beaux-Arts et la nation (Sztuki piękne i naród), 1908, tekst po francusku
- Panurge (Panurg), farsa muzyczna w trzech aktach według powieści François Rabelais'go Gargantua i Pantagruel, z muzyką Jules'a Masseneta, 1913
- Françoise (Franciszka), dramat muzyczny w czterech aktach, z muzyką Charles'a Ponsa, 1913
- Le parlement français (Francuski parlament), 1914